# Cofradía de Jesús Nazareno del Silencio (Ponferrada)
La Cofradía de Jesús Nazareno del Silencio es una de las cuatro cofradías que participan en la Semana Santa de la ciudad de Ponferrada (León, España).

## Historia
La cofradía fue fundada en el año 1944, siendo su sede la Iglesia de San Pedro, en la parte baja de la ciudad. 
Su uniforme consta de una túnica blanca y de un capirote morado. Exceptuando en la procesión de Las Palmas, también portan una cruz blanca de madera.

## Procesiones

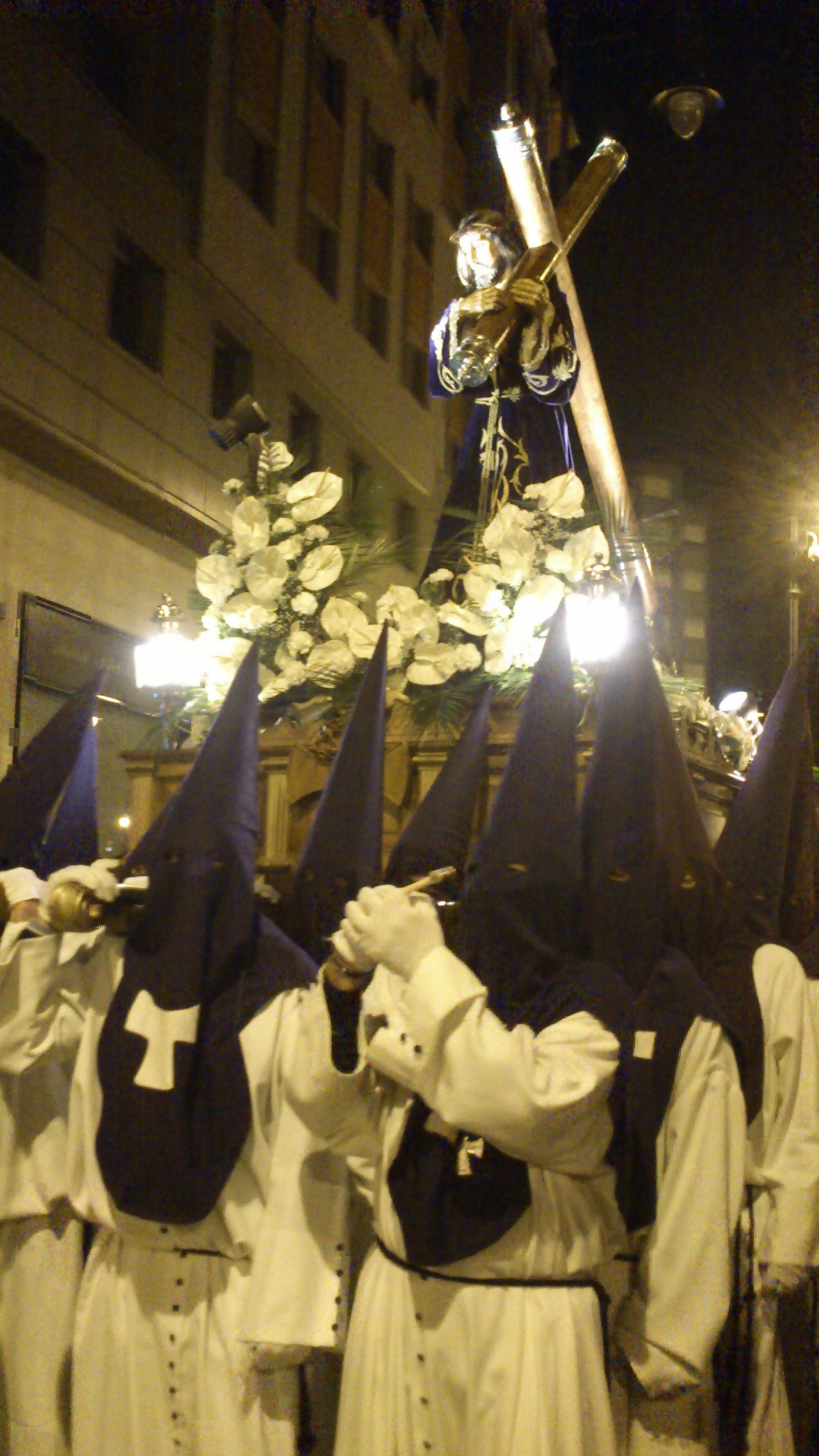
Paso de Jesús Nazareno del Silencio, en la procesión del silencio

La cofradía organiza dos procesiones a lo largo de la Semana Santa, aunque también participa en procesiones de otras cofradías, por ejemplo en la procesión del Santo Cristo del Camino, el Martes Santo, o La Soledad, que se celebra el Sábado Santo.
- Procesión de Las Palmas. Sale el Domingo de Ramos a las 12.00 de la Iglesia de San Pedro. Realiza un recorrido por las calles cercanas a la Iglesia de San Pedro, alcanzando la Plaza de Luis del Olmo, donde regresa nuevamente hacia la iglesia. En esta procesión los nazarenos van sin capirote, y es acompañada por la banda de música Ciudad de Ponferrada. El único paso que procesiona es el de Entrada Triunfal en Jerusalén, más conocido popularmente como La Borriquilla. Es una procesión muy popular en Ponferrada.
- Procesión de Jesús Nazareno del Silencio. Tiene su salida de la Iglesia de San Pedro el Miércoles Santo a las 22:30. El recorrido se extiende por varias calles de la puebla norte, hasta que retorna hacia la plaza de Lazúrtegui para guardar el paso en la Iglesia de San Pedro. Procesiona únicamiente el paso de Jesús Nazareno del Silencio, el titular de la cofradía. Es una procesión muy arraigada en Ponferrada, donde destaca el silencio a lo largo de toda ella, escuchándose únicamente el redoble de los tambores, y siendo acompañada por velas.

## Pasos
La cofradía tiene dos pasos procesionales:
- Entrada Triunfal en Jerusalén
- Jesús Nazareno del Silencio, paso titular de la cofradía.

Ambos permanecen en la Iglesia de San Pedro.
- Datos: Q5776207